# Alt Gr

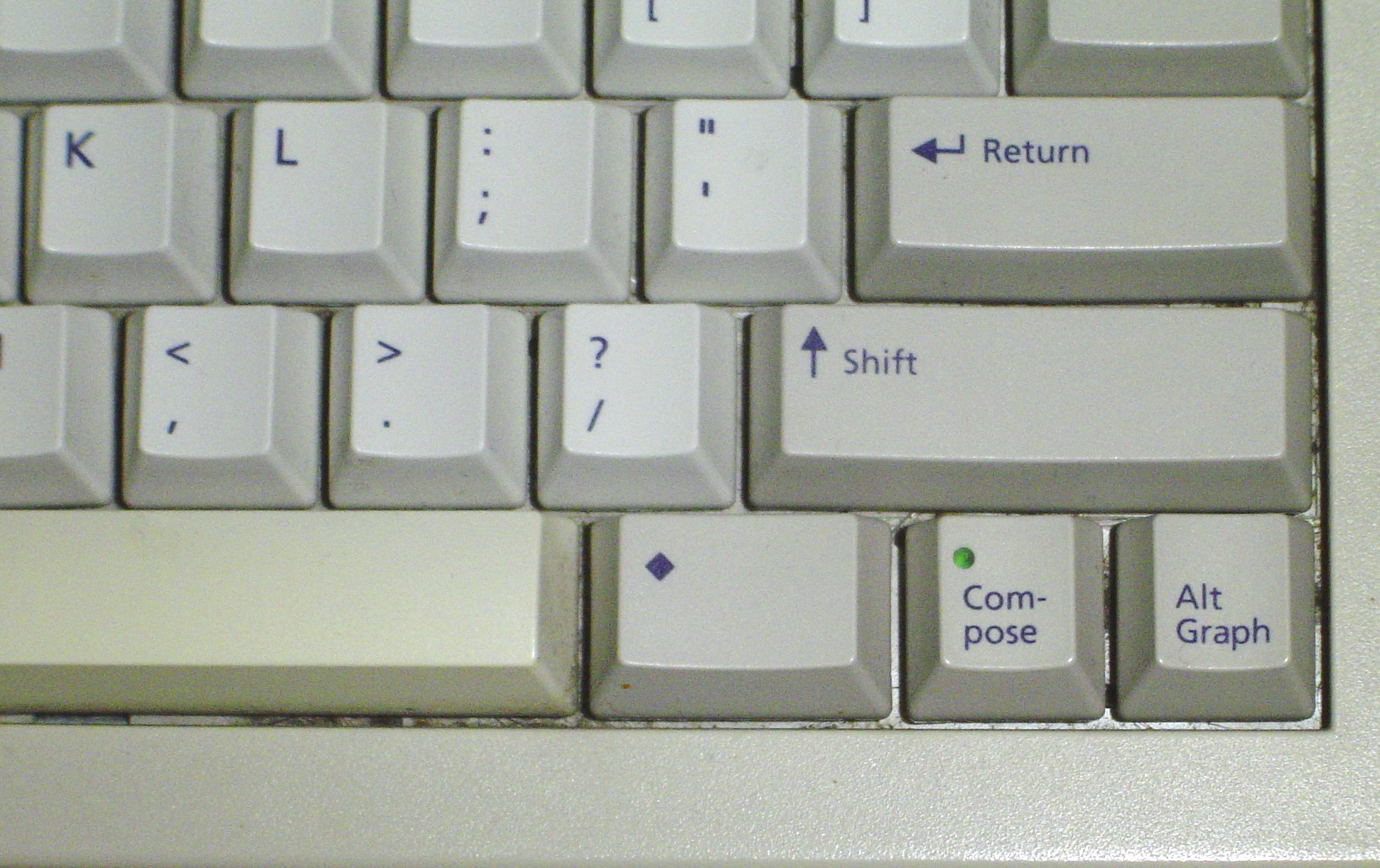
Alt Graph-Taste auf einem Sun Type 5/6/7 Keyboard, daneben die Compose-Taste

Die Taste Alt Gr (auch Alt Graph, englisch alternate graphic – alternative Grafik bzw. alternativer Schriftsatz) liegt auf PC-Tastatur mit AT-Layout normalerweise rechts neben der Leertaste und verändert, während sie gedrückt gehalten wird, die Funktionen der anderen Tasten. Bei den US-amerikanischen Tastaturen ist die rechte Alt-Taste nicht mit Alt Gr markiert und funktioniert bei der Standard-US-Tastaturbelegung wie die linke Alt-Taste.

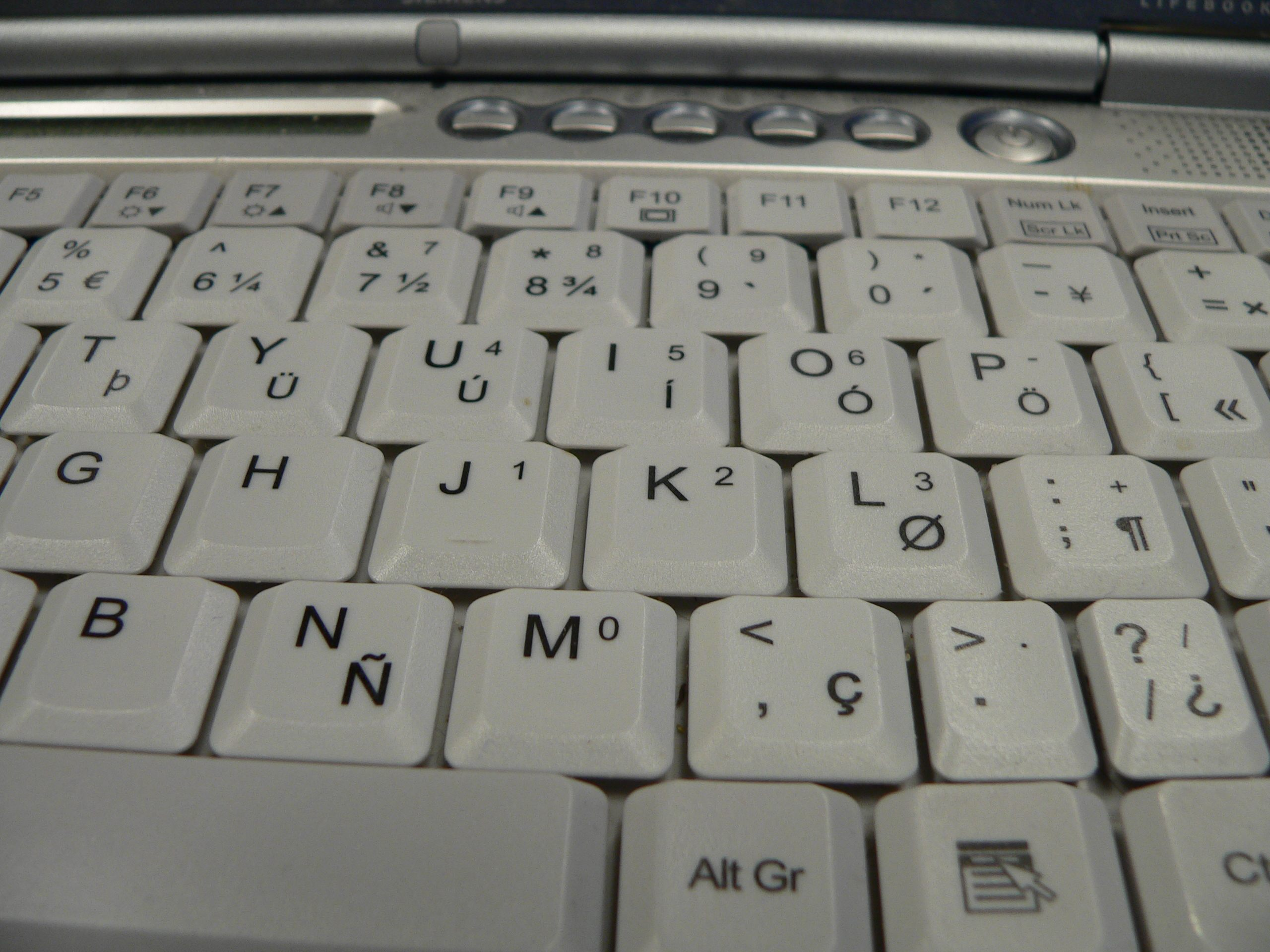
Taste Alt Gr (vorne rechts neben der Leertaste)

## Funktion
Wie die Umschalttaste ⇧ , die Zweitbelegung der Tasten (z. B. ⇧ +A von »a« auf »A«) steuert, gibt diese Taste die Drittbelegung, also etwa Tastenkombination Alt Gr+E ergibt das Eurozeichen „€“, Alt Gr+2 ergibt die hochgestellte Zahl 2 „²“ (deutsche und österreichische Tastaturen). Mit der Kombination Alt Gr+Q (deutsche und österreichische Tastaturen) bzw. Alt Gr+2 (Schweizer Tastaturen), oder mit Alt Gr+L auf dem Mac, erhält man beispielsweise das @-Zeichen.
Bei manchen Layouts erreicht man durch gemeinsames Betätigen von Alt Gr, Umschalttaste und einer Zeichentaste deren Viertbelegung: So erzeugt man im polnischen Layout das Zeichen Ł mit Alt Gr+⇧ +L. Bis Windows 10 existierte für die Layouts des deutschsprachigen Raums keine solche Viertbelegung, seit Windows 10 liegt auf Alt Gr+⇧ +ß das große ẞ; unter Linux bringt beispielsweise die Tastenkombination Alt Gr+⇧ +, das Zeichen × auf den Bildschirm.

## Geschichte
Ursprünglich hatten auch in deutschsprachigen Ländern PC-Tastaturen keine Alt-Gr-Taste. IBM wollte aus Kostengründen jedoch nicht unterschiedlich große oder elektronisch unterschiedliche Tastaturen in verschiedene Länder liefern, sondern nur den leichter ersetzbaren Aufdruck der Tastenkappen ändern. Einige in deutschen Texten nur selten verwendete Zeichen, darunter die eckigen und geschweiften Klammern, der senkrechte Strich, der Backslash und das im Vor-E-Mail-Zeitalter im deutschen Sprachraum ebenfalls kaum übliche @-Zeichen, fehlten daher einfach auf solchen Tastaturen. Stattdessen gab es unter anderem die Umlaute, in Deutschland das ß, in der Schweiz französische Zeichen wie das ç. Für die Textverarbeitung und andere Büroanwendungen stellte dies kein größeres Problem dar, wohl aber für professionelle Programmierer, da eine Reihe dieser Zeichen in verschiedenen Programmiersprachen häufig verwendet werden. Hiesige Programmierer benutzten daher damals oft amerikanische Tastaturen oder stellten die Belegung softwaremäßig um und tippten dann „blind“ die entsprechenden Zeichen mit den Umlauttasten. Der fehlende Rückwärtsschrägstrich („backslash“) wurde aber sogar für Nicht-Programmierer ein Problem, als ab 1983 in MS-DOS Unterverzeichnisse eingeführt wurden und dieses Zeichen zur Trennung der Verzeichnisebenen eingeführt wurde.
Ein Ausweg aus dieser unbefriedigenden Situation bot sich an, als IBM ab dem Jahr 1985 seine neue MF2-Tastatur einführte. Auf dieser befand sich an der gleichen Stelle, an der heute die AltGr-Taste liegt, erstmals eine zweite Alt-Taste, während ältere Tastaturen nur eine einzige Alt-Taste geboten hatten. Für nicht US-amerikanische Tastaturen wurde diese zweite Alt-Taste zur „Alt Gr“-Taste umdeklariert, um mehr Zeichen mit der gleichen Tastenzahl eingeben zu können. Dies wurde durch die Drittbelegung einiger Tasten bei gleichzeitigem Gebrauch der Alt-Gr-Taste ermöglicht. Diese „Umdeklaration“ erklärt auch den ähnlichen Namen von Alt und Alt Gr, obwohl die Funktionen der beiden Tasten sehr unterschiedlich sind.

## Betriebssysteme
Bei Windows-Systemen ist die Kombination Strg+Alt mit Alt Gr meist gleichwertig; Strg+Alt+E erzeugt auf deutschen und schweizerischen Tastaturen also ebenfalls das €-Zeichen. Das Gleiche gilt für die veralteten PC/XT- und PC/AT-Tastaturen, welche keine Alt-Gr-Taste besitzen. Allerdings lässt sich umgekehrt die auf vielen Systemen zur Anmeldung und zum Herunterfahren benötigte Kombination Strg+Alt+Entf (Klammergriff) nicht durch Alt Gr+Entf ersetzen. Es ist jedoch möglich, die Tastenkombination Strg+Alt+Entf durch das gleichwertige Strg+Alt Gr+Entf zu ersetzen, wobei sich letzteres mit nur einer Hand eingeben lässt.
Bei unixoiden Systemen wie Linux ist die Taste Alt Gr deutlich vielfältiger nutzbar. Praktisch jede Kombination der dritten und vierten Ebene ist belegt, beispielsweise ð und đ in der dritten und Ð in der vierten Ebene (Alt Gr+⇧ +D). Außerdem erzeugt Alt Gr+⇧ +Ä den in slawischen Sprachen wichtigen Hatschek in Form einer Tottaste sowie Alt Gr+⇧ +ß bzw. Alt Gr+⇧ +1 die in der spanischen Sprache benötigten umgekehrten Frage- und Ausrufungszeichen ¿ und ¡. KDE Plasma 5 bietet mit den allerdings erst in den Systemeinstellungen zu aktivierenden erweiterten Tastatureinstellungen die Möglichkeit der direkte Eingabe von geschützten und schmalen geschützten Leerzeichen.
Wird auf einem Apple Mac mit einer Apple-Tastatur das Betriebssystem Windows ausgeführt, so kann die Taste Alt Gr durch Drücken der Tasten Alt+Strg nachgebildet werden.